# Juan Fernández de Isla
Juan Fernández de Isla y Alvear (Isla, 14 de mayo de 1709-Madrid, 1788) fue un empresario
montañés, que intentó diversificar la industria regional y modernizarla, colaboró activamente en la creación e impulso de fábricas y en la construcción de buques.

## Biografía

### Primeros años
Juan Fernández de Isla nació el 14 de mayo de 1709 en la localidad cántabra de Isla, perteneciente al municipio de Arnuero; heredó los privilegios y mayorazgos de sus antecesores, sus padres fueron Juan Fernández de Isla y Francisca Rosa Alvear.
Empleó su fortuna en el impulso y promoción de la industria y la agricultura de la región,
relanzando la ferrería que su madre poseía en Marrón, además de instalar otras en Ampuero y Cereceda, una fábrica de loza en el lugar de Isla, dos fábricas de harina en Santander y otra de cordobanes, suelas y vaquetas también en Marrón.

### Marina española y relación con el marqués de la Ensenada

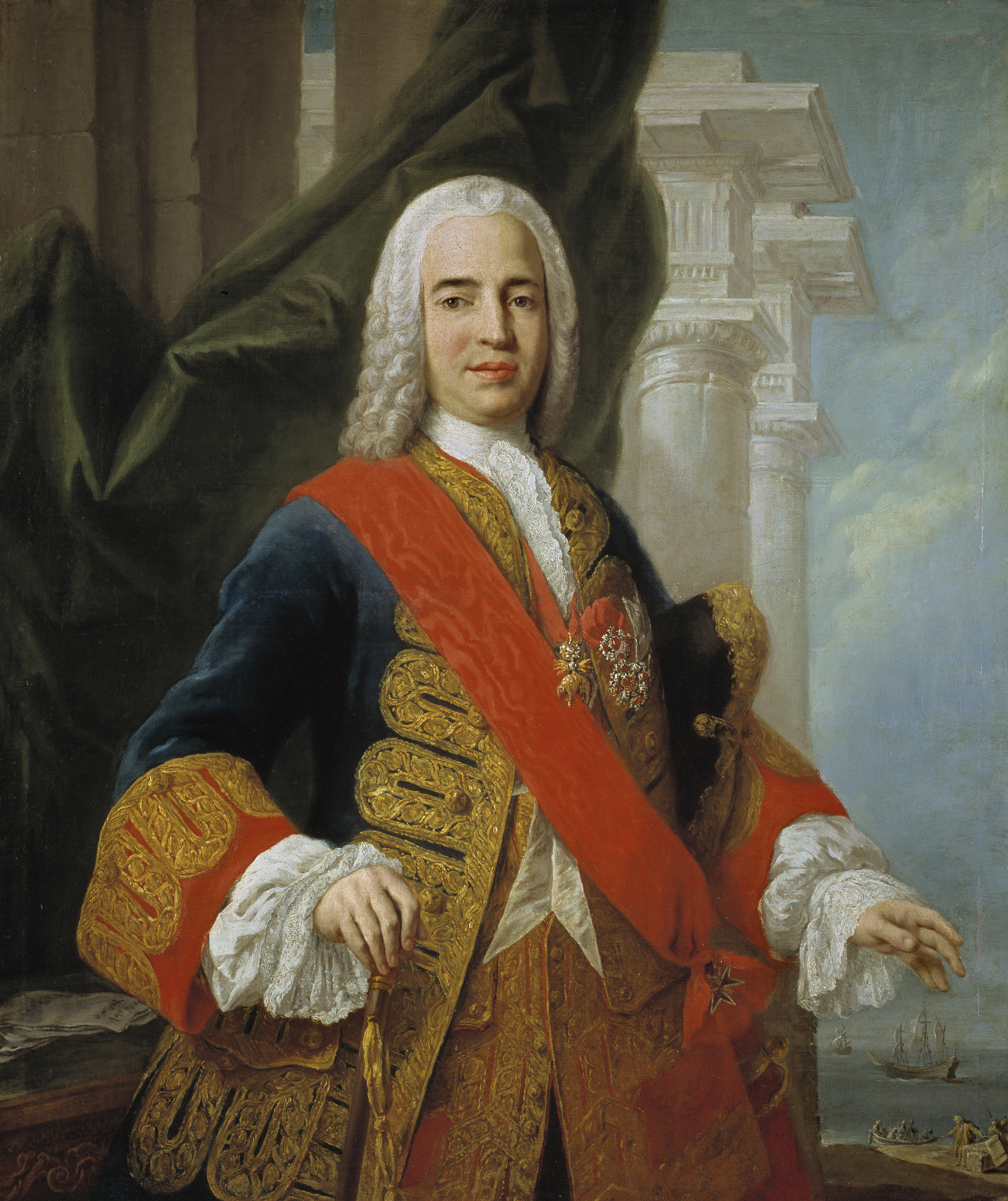
Retrato del marqués de la Ensenada.

Estuvo ligado al Real Astillero de Guarnizo y al marqués de la Ensenada, cabeza de las secretarías de Hacienda, Marina e Indias, Estado y Guerra que se apoyó siempre, a su vez, en Fernández de Isla para desarrollar en la Montaña importantes planes encaminados al fomento de la Marina Española, proporcionando la construcción de buques realizados en el astillero de Guarnizo con madera de los montes cántabros y hierro de La Cavada.
Además de la construcción de buques, el marqués de la Ensenada le encargó la administración del comercio de lana de las dos Castillas y la habilitación del puerto de Santander para tal propósito. También se le encomendó la administración de varias factorías de Santander, Bilbao, Cádiz, Murcia, Madrid, Valencia y Lisboa, además de la provisión de víveres a Ferrol, el comercio de cereal de Castilla y la construcción de carreteras, caminos e ingenios fluviales para la conducción de madera de los bosques del interior a la costa.

### Últimos años
Con la destitución del marqués de la Ensenada cayó igualmente en desgracia, ya que pasó el resto de su vida en contenciosos con el Estado, hasta que murió en Madrid en 1788.

### Después del fallecimiento
Después de su muerte la justicia se puso de su parte y Carlos IV nombró a su hijo, Joaquín Fernández de Isla, Conde de Isla-Fernández por los servicios prestados a la nación, por sí mismo, y sobre todo, por su padre; el 20 de julio de 1791.

## Matrimonio y descendencia
Contrajo matrimonio con Luisa Magdalena de Velasco, hermana del capitán de navío Luis Vicente de Velasco e Isla, muerto heroicamente en 1762 en la defensa del Castillo de los Tres Reyes del Morro de La Habana contra los ingleses.
- Joaquín Fernández de Isla y Velasco, conde de Isla-Fernández